# Innocenzo da Caltagirone
Innocenzo da Caltagirone, al secolo Giuseppe Marcinnò o Marcinò (Caltagirone, 24 ottobre 1589 – Caltagirone, 16 novembre 1655), è stato un presbitero e religioso italiano,  ministro generale dell'Ordine dei frati minori cappuccini (O.F.M.Cap.) dal 1643 al 1650.

## Biografia
Dopo aver studiato presso l'istituto dei padri gesuiti, Giuseppe Marcinnò entrò nel 1607 tra i novizi dell'Ordine dei frati minori cappuccini, prendendo il nome di fra' Innocenzo.
Dopo l'ordinazione e gli studi di filosofia e teologia in diversi istituti, assunse la carica di ministro provinciale di Siracusa e successivamente di Messina e di Otranto. 
Eletto ministro generale dell'ordine dei frati minori cappuccini, carica che tenne per 7 anni, si impegnò in un'opera di evangelizzazione di notevole rilevanza considerati i mezzi di trasporto dell'epoca, visitando la maggior parte dei conventi dell'Europa occidentale.
Fu inoltre emissario di papa Innocenzo X, che lo inviò in Francia e Spagna per cercare di sanare la guerra tra i due stati, ma senza apparente successo. Conobbe il servo di Dio frate Francesco Cascio, laico cappuccino da Licodia Eubea. Francesco Cascio fu fedele amico di padre Innocenzo e visitarono insieme diverse provincie dell'ordine cappuccino.
Concluso il suo ministero si ritirò nel convento della sua città natale, dove sono custodite le sue spoglie, meta ancor oggi  di numerosi pellegrinaggi di devoti.
Gli furono attribuiti numerosi miracoli e predizioni: la Chiesa cattolica lo considera venerabile. P. Innocenzo è stato dichiarato Venerabile dal Papa emerito Benedetto XVI il 9 aprile 2009.